# 삼잎국화
삼잎국화(Rudbeckia laciniata)는 golden glow라고 부르며 원산지는 북아메리카이다. 어린 순을 나물로 무쳐먹거나 삼겹살을 싸 먹는 등으로 이용한다.
삼잎국화는 꽃이 예뻐서 꽃나물이라고 부르기도 하고 키가 커서 키다리나물이라고도 부르기도 한다. 그리고 옛 어르신들은 집에 한두뿌리 키우면서 봄이면 나물로 향을 느끼고 여름엔 꽃을 보곤 했다고 한다.
삼잎국화의 독특한 향취를 기존에 접해본 맛으로 표현하자면 두릅이나 취나물 같은 향이다.
독특한 향이 좋아 최근 우리나라에서도 몇 농가에서 재배하고 있다.
삼잎국화는 영양성분도 뛰어나서 성장기 어린이에게 좋으며 여성의 부인과 질환, 그리고 생리불순에도 도움을 줄 수 있다고 한다.